# Zlatná na Ostrove
Zlatná na Ostrove, ungarisch Csallóközaranyos (deutsch Golddorf, ungarisch bis 1907 Aranyos) ist ein Ort und eine Gemeinde im Okres Komárno des Nitriansky kraj im Südwesten der Slowakei, mit 2380 Einwohnern (31. Dezember 2024).

## Geographie

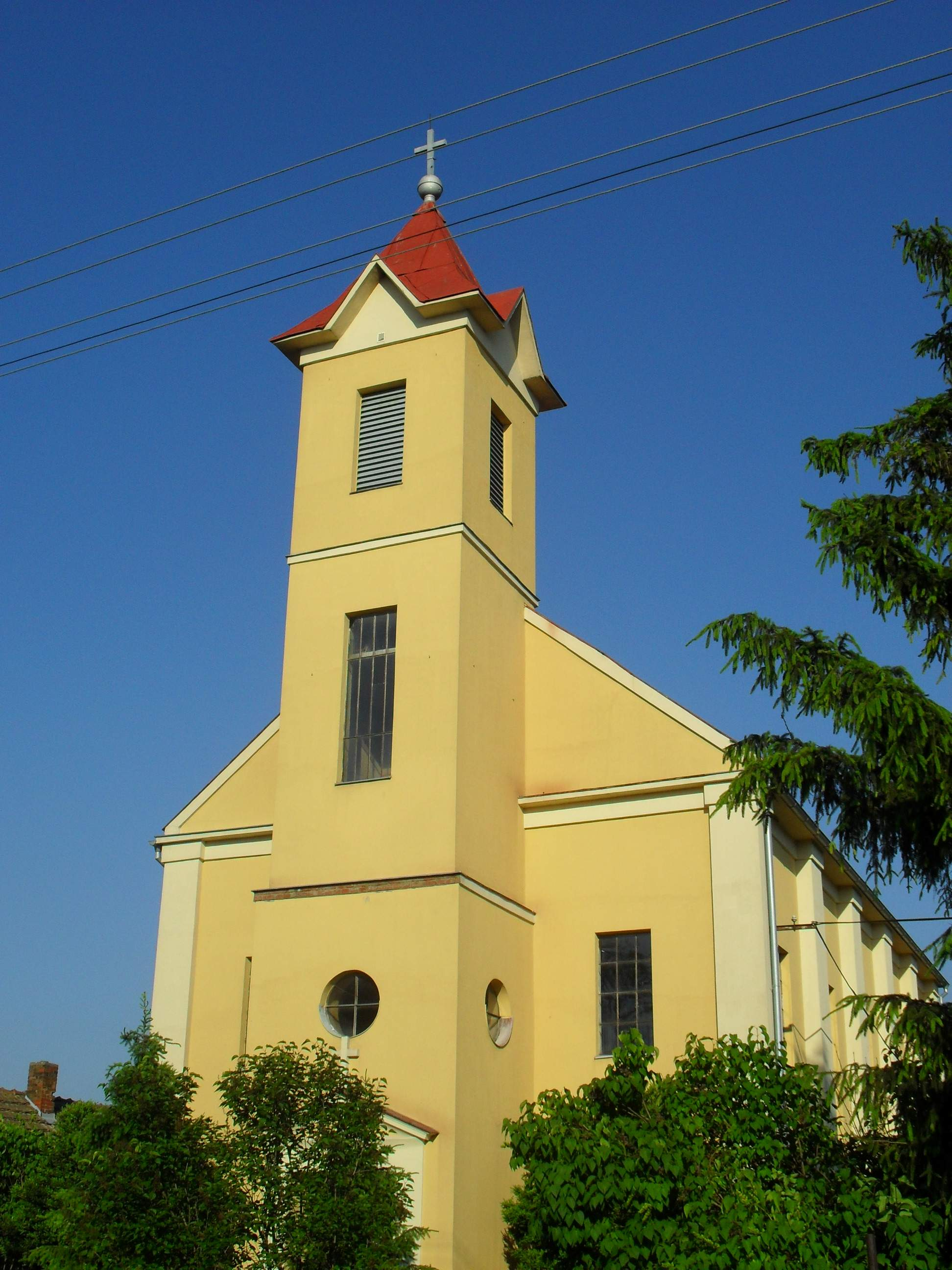
Katholische Kirche im Ort

Die Gemeinde liegt im Südostteil der Großen Schüttinsel, einer Flussinsel der Donau, die unmittelbar südlich fließt und bildet hier die Staatsgrenze zwischen Slowakei und Ungarn. Damit ist sie Teil des slowakischen Donautieflands. Zur Gemeinde gehört neben dem Festland auch eine Flussinsel (Veľkolélsky ostrov) in der Donau, die auch gesetzlich geschützt wird, als Teil des Landschaftsschutzgebiets Dunajské luhy. Zlatná na Ostrove ist 11 Kilometer von Komárno entfernt.
Verwaltungstechnisch gliedert sich die Gemeinde in die Gemeindeteile Horná Zlatná (ungarisch Felaranyos), Veľký Lél (1873 eingemeindet, ungarisch Nagylél) und Zlatná na Ostrove.

## Geschichte
Der Ort wurde zum ersten Mal 1094 als Locus Aureus schriftlich erwähnt. Der Name weist auf die frühere Goldwäsche an der Donau hin.

## Bevölkerung
| Jahr                | 1994 | 2004    | 2014    | 2024    |
| ------------------- | ---- | ------- | ------- | ------- |
| Anzahl der Personen | 2416 | 2558    | 2390    | 2380    |
| Unterschied         |      | +5,87 % | −6,56 % | −0,41 % |

| Jahr                | 2023 | 2024    |
| ------------------- | ---- | ------- |
| Anzahl der Personen | 2418 | 2380    |
| Unterschied         |      | −1,57 % |